# Certosa di Pavia

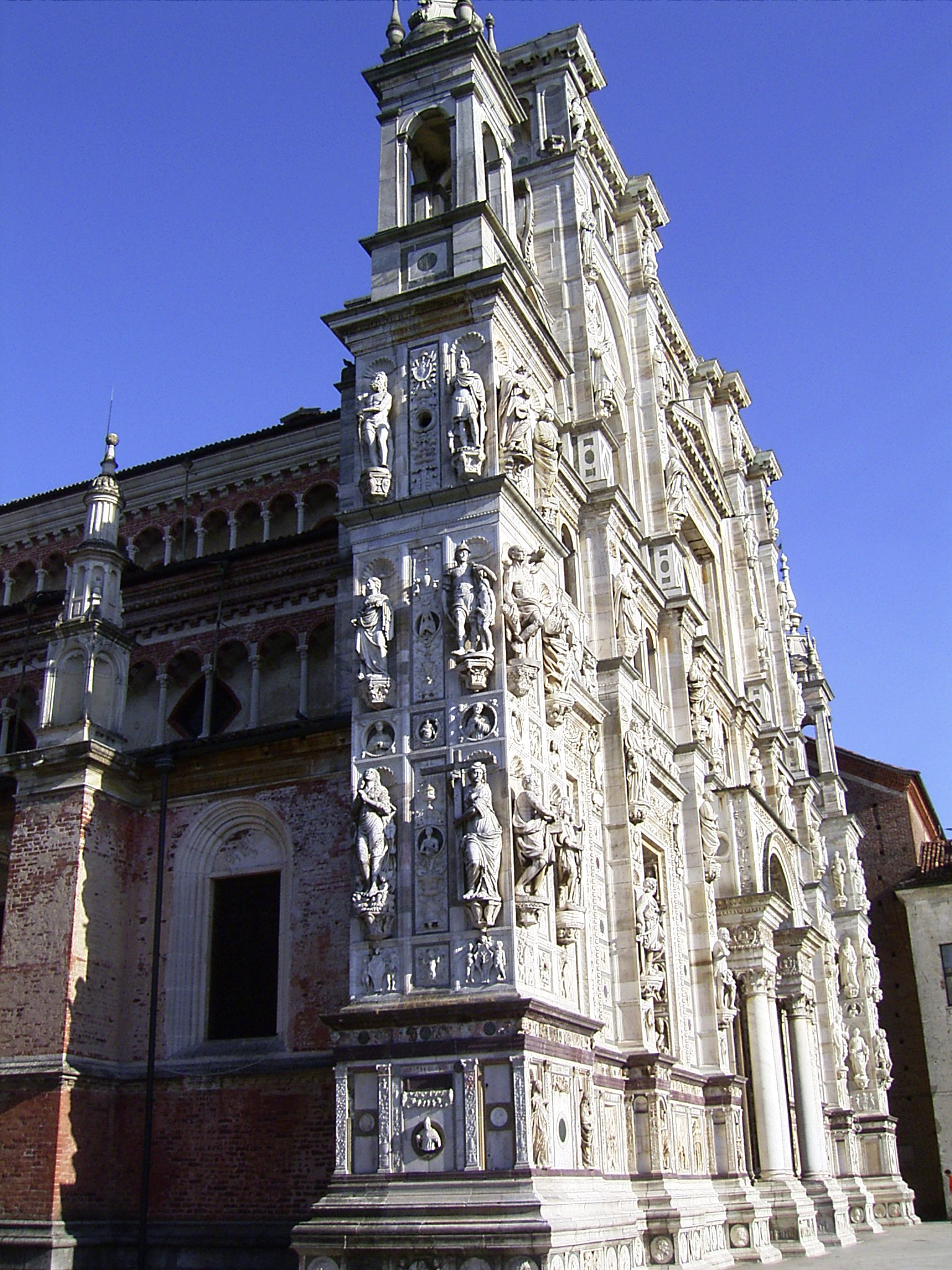
Igreja.

Certosa di Pavia é uma comuna italiana da região da Lombardia, província de Pavia, com cerca de 3.273 habitantes. Estende-se por uma área de 10 km², tendo uma densidade populacional de 327 hab/km².

## Etimologia
A comuna de Certosa di Pavia  tira o nome dos mosteiro da localidade, o  Mosteiro de Pavia (Cestosa em italiano).

## Demografia
| Variação demográfica do município entre 1861 e 2011                               |
|                                                                                   |
| Fonte: Istituto Nazionale di Statistica (ISTAT) - Elaboração gráfica da Wikipedia |